# Sjökockslika fiskar
Sjökockslika fiskar (Callionymoidei) är en underordning i ordningen abborrartade fiskar som består av två familjer. Dessa familjer omfattar tillsammans 20 släkten och cirka 140 arter. Sjökocklika fiskar förekommer i tropikerna vid havets botten.